# 자리돔
자리돔은 자리돔과의 물고기이다. 자리 혹은 자돔이라고도 한다. 몸길이 18cm 정도로 몸빛은 흑갈색이고 입이 작다. 한국의 남해와 제주도 연안 및 일본 연안과 동중국해에 분포한다.
열대성 어종으로 관상어로 유명한 Chromis속에 속하며 관상어로 길러지기도 한다.
제주도의 자리돔이 맛의 방주에 등재되어 있다.

## 명칭과 분류
자리, 자리돔, 자돔은 제주도에서 부르는 명칭으로 이 가운데 자리돔이 표준명으로 등재되었다. 경상남도 통영시 일대에서는 생이리라고 부른다. 한편 영어권에서는 자리돔과 전체를 통틀어 Damselfish라고 하고 자리돔에 대해서는 pearl-spot chromis라고 부른다. 일본어 명칭은 스즈메다이(スズメダイ, 雀鯛)이고, 중국어 명칭은 웨이반광사이유(尾斑光鰓魚)이다.
자리돔과는 학명 등재 당시 농어목으로 분류하고 있었으나, 2009년 오발렌타리아류가 제안되어 농어목과는 다른 계통으로 분류되고 있다.

## 형태
자리돔은 타원형의 몸통을 하고 있으며 다 자란 몸 길이는 15 cm에서 18 cm이다. 몸 전체는 흑갈색이고 배쪽의 색이 연하다. 살아 있을 때에는 등지느러미 뒤쪽에 흰 반점이 있는데, 영어 명칭이나 중국어 명칭은 이 반점에 착안한 것이다. 흰 반점은 물 속에서는 뚜렷히 보이지만 물 밖에 나와 죽으면 사라진다. 주둥이는 작고 입 안에는 원뿔니가 자리잡고 있다. 양턱을 제외한 온 몸이 큰 비늘로 덮여있다.

## 생태
수심 20 m - 30 m의 연안의 해안 절벽이나 산호초에서 떼를 지어 서식하는 내만성 어종으로 산란기는 5-8월이며, 산란기 동안 약 다섯 번에 걸쳐 산란한다. 수컷 한 마리가 여러 마리의 암컷을 바꿔가며 산란소로 유인해 알을 낳게 한 뒤 정자를 뿌려 수정시킨다. 알은 암초에 부착하며, 수컷이 알을 보호한다. 먹이는 동물성 플랑크톤이다. 어류는 산란기 이외의 기간에는 육안으로 암수를 구분하기 쉽지 않은데, 자리돔의 경우엔 산란기라고 할 지라도 수컷의 가슴지느러미가 암컷보다 배쪽에 위치한다는 것 이외에는 외형상 구분할만한 지표가 없다.
자리돔은 대표적인 아열대성 물고기로 서식지는 동남아시아에서부터 일본과 대한민국 제주도까지 분포되어 있다. 자리돔과 중에서 차가운 물에 가장 잘 적응하는 어종으로 8 °C의 수온에서도 생존이 가능하다. 이때문에 최근 해마다 이루어지는 해수온 상승으로 대한민국 동해까지 서식지가 확대되었다. 최근 40년간 대한민국 연안의 수온은 매년 0.03 °C 씩 상승하여 동해의 한류성 어종은 점차 사라지고 대신 자리돔과 같은 난류성 어종이 유입되었다. 이러한 서식지 변화는 자리돔의 생태에도 영향을 미쳐 장기적으로 볼 때 종분화에 이르는 변화가 예상된다. 2014년 한국해양과학기술원 태평양해양연구센터와 과학기술연합대학원대학교 해양생물학과는 제주도의 자리돔과 동해안 자리돔 개체군 사이에 유전적으로 유의미한 차이가 발견되었다는 연구 결과를 발표하였다.

## 어획과 이용

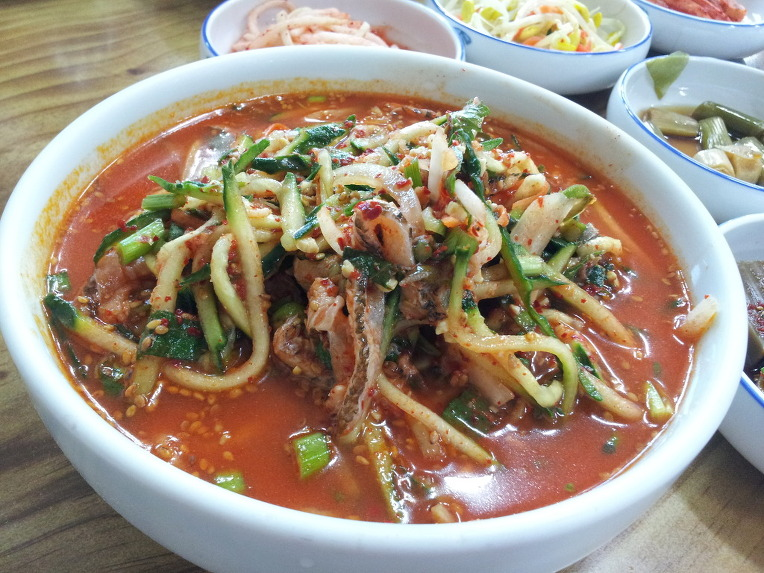
자리물회

자리밧은 자리가 많이 잡히는 어장을 가리키는 제주어이다. 제주도의 전통적인 자리 잡이는 바닷가 절벽인 "덕자리"에 원통형의 틀에 그물을 채운 "자리사둘"을 내려 잡는 방식과 뗏목의 일종인 "태우"를 타고 바다에 나가 그물을 쳐 잡는 방식이 있다.
자리돔은 맛이 좋아 여러 방식의 조리법이 있다. 구이, 젓갈, 물회 등으로 먹는다. 대한민국의 주요 서식지는 제주도로 자리돔을 이용한 음식은 제주도 고유의 문화이다. 제주도 사람들은 자리돔을 이용한 음식에 자부심을 갖는다. 제주도에서는 전통적으로 보리 이삭이 패는 4월 - 5월 무렵 자리 어획이 집중되었다.
한편, 제주도 이외의 지역에서 자리돔 요리의 역사는 길지 않다. 대만에서는 다른 물고기를 잡을 때 함께 올라오는 잡어들 가운데 하나로 인식하며 식용으로는 그다지 이용하지 않는다. 일본에서도 자리돔 요리는 "한국풍"으로 소개하고 있다.

## 갤러리

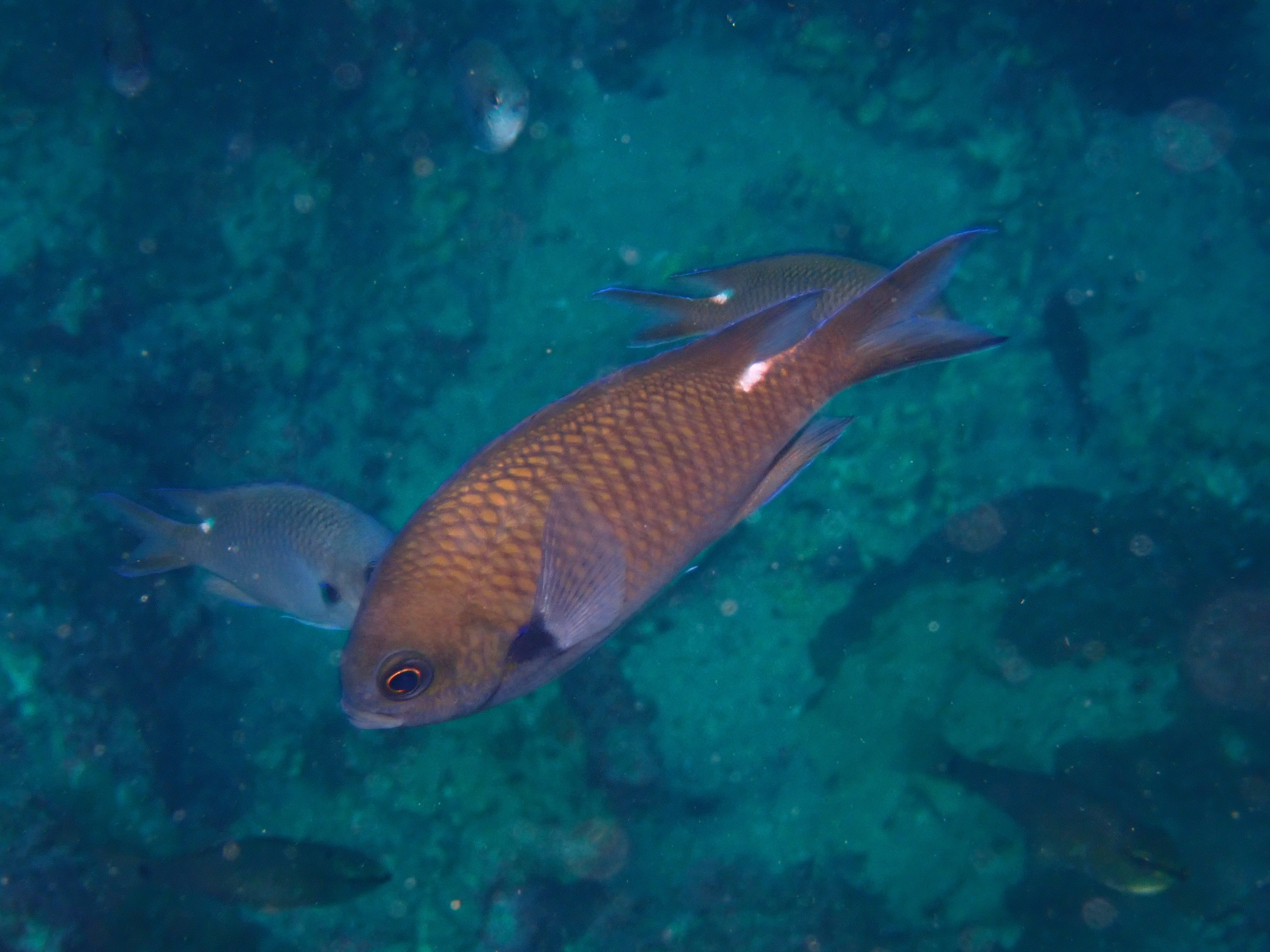
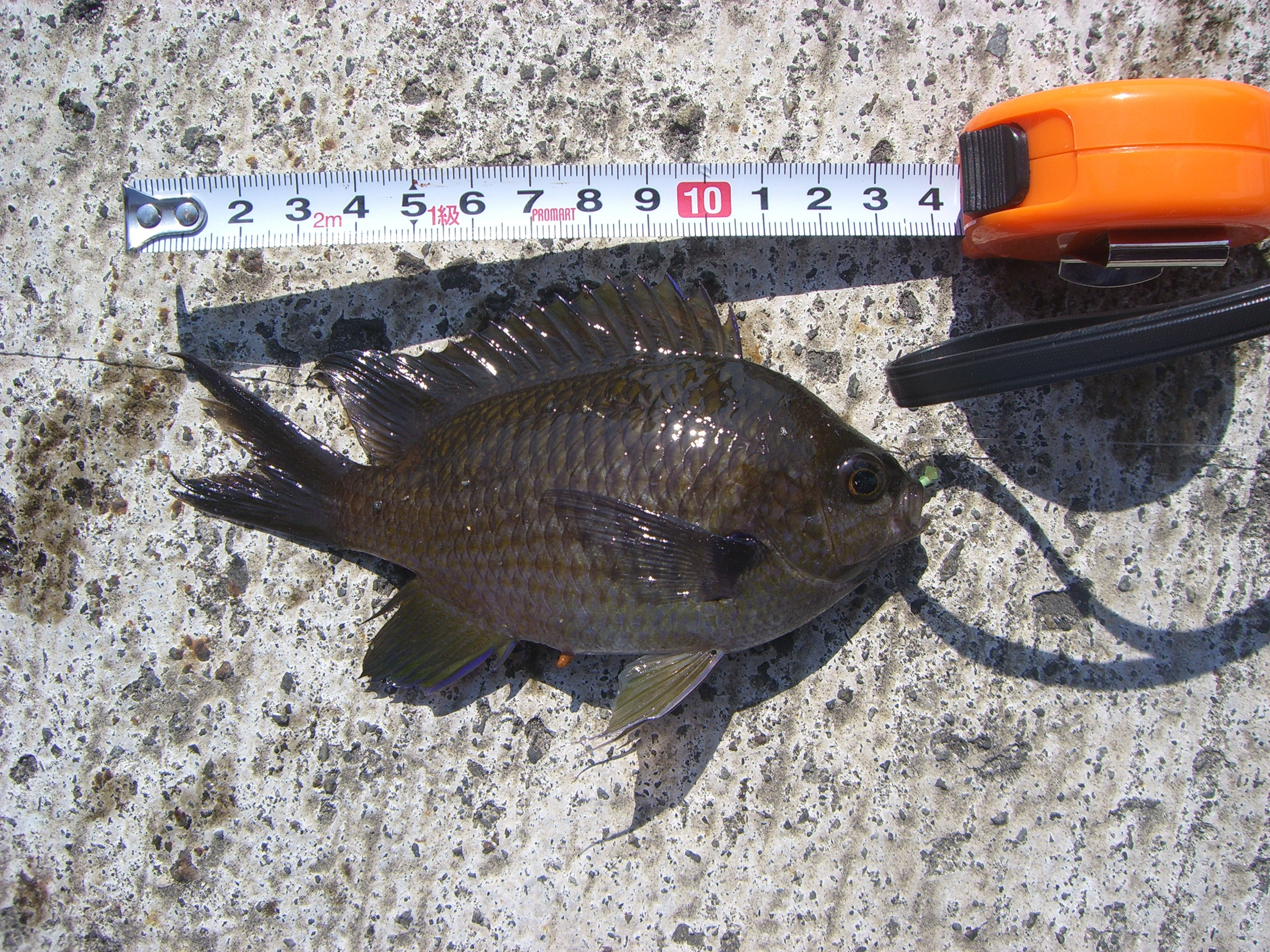
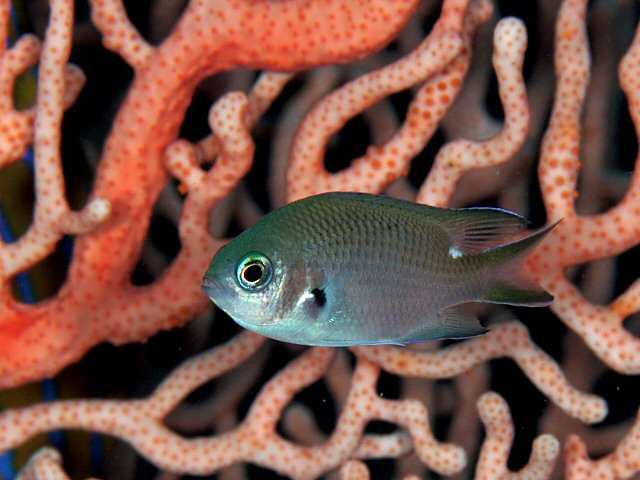
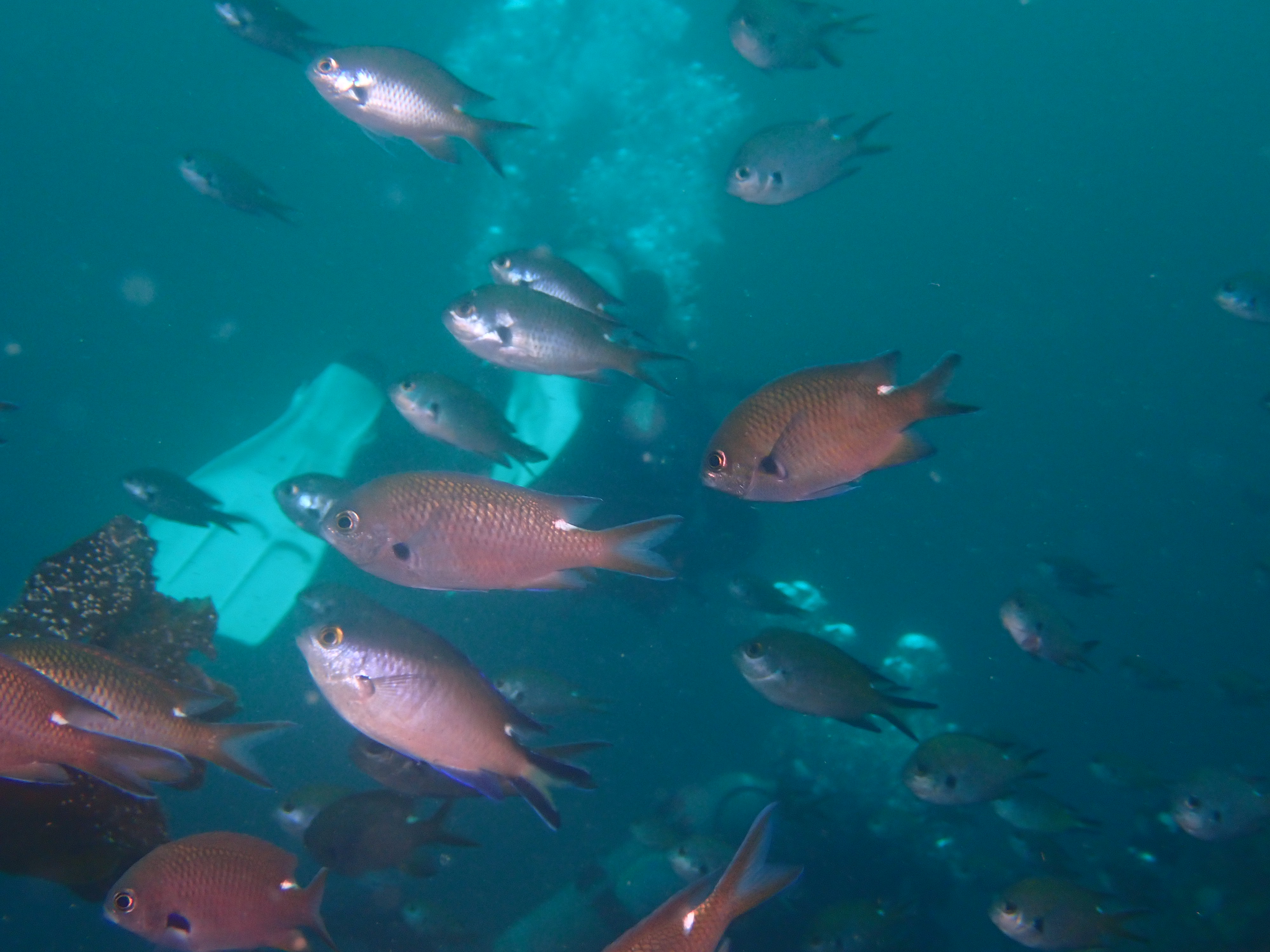

## 참고 문헌
- 이 문서에는 다음커뮤니케이션(현 카카오)에서 GFDL 또는 CC-SA 라이선스로 배포한 글로벌 세계대백과사전의 내용을 기초로 작성된 글이 포함되어 있습니다.